# Bobby Milroy
Robert „Bobby“ Milroy (* 9. Oktober 1978 in Edmonton) ist ein kanadischer Badmintonspieler. 

## Karriere
Bobby Milroy gewann in seiner Heimat Kanada 1996 und 1997 drei Titel im Nachwuchsbereich, ehe er 1999 erstmals bei den Erwachsenen bei der Carebaco-Meisterschaft erfolgreich war. 2001 siegte er bei den Czech International. In der Saison 2001/2002 gewann er den EBU Circuit. 2002 wurde er erstmals kanadischer Einzelmeister. 2004 wurde er Erster bei den Hungarian International und den Iceland International, 2005 gewann er die Peru International. 
Als Trainer betreut er unter anderem Anna Rice.

## Sportliche Erfolge
| Saison    | Veranstaltung                   | Disziplin    | Platz | Name                            |
| --------- | ------------------------------- | ------------ | ----- | ------------------------------- |
| 1996      | Kanada: Juniorenmeisterschaften | Mixed        | 1     | Bob Milroy / J. Patrick, AB     |
| 1996      | Kanada: Juniorenmeisterschaften | Herrendoppel | 1     | Bob Milroy / William Milroy, AB |
| 1997      | Kanada: Juniorenmeisterschaften | Herreneinzel | 1     | Bob Milroy, AB                  |
| 1999      | Carebaco-Meisterschaft          | Herrendoppel | 1     | Bobby Milroy / William Milroy   |
| 2001      | La Chaux-de-Fonds International | Herreneinzel | 1     | Bobby Milroy                    |
| 2001      | Czech International             | Herreneinzel | 1     | Bobby Milroy                    |
| 2001/2002 | EBU Circuit                     | Herreneinzel | 1     | Bobby Milroy                    |
| 2002      | Kanada: Einzelmeisterschaften   | Herreneinzel | 1     | Bob Milroy                      |
| 2002      | Iceland International           | Herreneinzel | 1     | Bobby Milroy                    |
| 2004      | Iceland International           | Herreneinzel | 1     | Bobby Milroy                    |
| 2004      | Hungarian International         | Herreneinzel | 1     | Bobby Milroy                    |
| 2005      | Peru International              | Herreneinzel | 1     | Bobby Milroy                    |